# Scotopteryx cinnamonea
Scotopteryx cinnamonea är en fjärilsart som beskrevs av Wp Curl. 1934. Scotopteryx cinnamonea ingår i släktet backmätare, och familjen mätare. Inga underarter finns listade.